# Široke
Široke falu Horvátországban Šibenik-Knin megyében. Közigazgatásilag Primoštenhez tartozik.

## Fekvése
Šibenik központjától légvonalban 18, közúton 25 km-re délkeletre, községközpontjától 9 km-re keletre Dalmácia középső részén fekszik.

## Története
Az itt élők ősei a bogumilok voltak. A 15. század folyamán nyolcvan bogumil család érkezett Boszniából a török hódítás elől menekülve a Šibenikre és a városhoz tartozó területekre védelmet kérve a városi hatóságoktól, akik befogadták és hajón tíz tengeri mérfölddel délebbre szállították őket. A kis öblöt ahol a hajók kikötöttek ma is Bosanski Dolacnak nevezik. Ekkor ez a terület még puszta és sziklás volt. Ezután a menekültek még négy kilométert gyalogoltak kelet felé, hogy távolabb kerüljenek a tengerparttól és megérkeztek egy nagyobb fennsíkra, ahol a šibeniki püspökség segítségével felépítették házaikat és templomukat. Így népesült be előbb Prhovo, majd valamivel később Široke és Kruševo. A širokei Szent Hieronymus templom 1460-ban épült. A biztonságos élet feltételei egészen addig fennálltak, amíg a 15. század végétől a török csapatok nem kezdték támadni ezt a területet is. Ekkor Prhovo, Široke és Kruševo lakossága a sorozatos támadások és fosztogatások elől a közeli kis Gola Glava (Caput Cista) szigetre menekült, ahol megalapították új településüket Primoštent. 1797-ben a Velencei Köztársaság megszűnésével a település Habsburg Birodalom része lett. 1806-ban Napóleon csapatai foglalták el és 1813-ig francia uralom alatt állt. Napóleon bukása után ismét Habsburg uralom következett, mely az első világháború végéig tartott. A településnek 1880-ban 213, 1910-ben 379 lakosa volt. Az I. világháború után rövid ideig az Olasz Királyság, ezután a Szerb-Horvát-Szlovén Királyság, majd Jugoszlávia része lett. A település lakossága 2011-ben 154 fő volt.

## Lakosság
| Lakosság változása | Lakosság változása | Lakosság változása | Lakosság változása | Lakosság változása | Lakosság változása | Lakosság változása | Lakosság változása | Lakosság változása | Lakosság változása | Lakosság változása | Lakosság változása | Lakosság változása | Lakosság változása | Lakosság változása | Lakosság változása |
| ------------------ | ------------------ | ------------------ | ------------------ | ------------------ | ------------------ | ------------------ | ------------------ | ------------------ | ------------------ | ------------------ | ------------------ | ------------------ | ------------------ | ------------------ | ------------------ |
| 1857               | 1869               | 1880               | 1890               | 1900               | 1910               | 1921               | 1931               | 1948               | 1953               | 1961               | 1971               | 1981               | 1991               | 2001               | 2011               |
| 0                  | 0                  | 213                | 295                | 342                | 379                | 0                  | 431                | 368                | 355                | 314                | 271                | 222                | 185                | 201                | 154                |

## Nevezetességei
Szent Hieronymus (sv. Jere) tiszteletére szentelt temploma 1460-ban épült, amely ma az 1906-ból származó harangtornyos templom sekrestyéjeként szolgál. Előzménye egy a században épített román stílusú templom volt, melyet a 15. században gótikus stílusban építettek át. A régi rész egyhajós, hosszúkás épület, félköríves apszissal, míg az újabb rész szintén egyhajós, elől harangtoronnyal. Az új templomnak mennyezete és fa tetőzete van. A régi templomban féldonga boltozat található, az apszis pedig félkupolával van boltozva. Az apszist és a hajót sarló alakú diadalív választja el. A templom kőből épült és kívülről vakolt. Az újabb templomrész cseréppel, a régebbi kőlapokkal van fedve. A homlokzat egy profilozott áthidalású ajtóval, két ablakkal, egy kis rozettával és az oromzaton harangtoronnyal rendelkezik.